# The Portal Tapes
The Portal Tapes is een studioalbum van de fusionband Cynic. Cynic dook na haar debuutalbum Focus de geluidsstudio in voor wat haar nieuwe album moest worden Portal. De opnamen vonden plaats in 1994 en 1995. Dat album, waarop alleen demo's te horen waren, kwam voor het eerst uit in 1995 in een beperkte oplage voor fans. Op 3 april 2012 kwam het demo-album uit op het platenlabel Season of Mist.

## Musici
- Paul Masvidal – zang, gitaar, gitaarsynthesizer
- Jason Gobel – gitaar, gitaarsynthesizer
- Sean Reinert – drums, percussie
- Chris Kringel – Fretless basgitaar,
- Aruna Abrams – toetsinstrumenten, zang

## Muziek
| Nr. | Titel             | Duur |
| --- | ----------------- | ---- |
| 1.  | Endless Endeavors | 3:55 |
| 2.  | Karma's Plight    | 5:20 |
| 3.  | Circle            | 5:10 |
| 4.  | Costumed in Grace | 4:24 |
| 5.  | Cosmos            | 4:20 |
| 6.  | Crawl Above       | 3:57 |
| 7.  | Mirror Child      | 5:03 |
| 8.  | Road to You       | 4:24 |
| 9.  | Belong            | 4:19 |
| 10. | Not the Same      | 4:29 |